# Parafia św. Mikołaja w Parzynowie
Parafia Świętego Mikołaja w Parzynowie – parafia rzymskokatolicka należąca do dekanatu Ostrzeszów diecezji kaliskiej. Mieści się pod numerem 1. Prowadzą ją księża diecezjalni.
Została utworzona w XIII wieku. Do 1821 należała wraz z dekanatem ostrzeszowskim do diecezji wrocławskiej. Posiada filię w Weronikopolu-Mielęcinie i Przybyszowie.